# Кућа Атанацковић Илије у Шимановцима
Кућа Атанацковић Илије у Шимановцима саграђена је у првој половини 19. века и представља споменик културе од великог значаја.

## Архитектура
Кућа је грађена као приземни угаони објекат, лоциран на углу улица и обликована је са стилским одликама класицизма. Фасаде су решаване асиметрично. Главна фасада, окренута према Тргу, на левом, дужем, делу има седам правоугаоних прозора, а на десном, краћем делу, на самом углу грађевине, отворен трем са три стуба и степеништем које води у трем. Фасада из Михаљевачке улице је краћа, има четири прозорска отвора и трем са два стуба и оградом од кованог гвожђа. Декоративна обрада обе фасаде изведена је на исти начин, хоризонталном поделом помоћу сокла и профилисаног поткровног венца, изнад којег се налази надстрешница, и вертикалном поделом помоћу пиластера који се завршавају профилисаним капителима. Прозорски отвори правоугаоног облика фланкирани су пиластрима. Испод сваког прозора је профилисани банак, који се пружа од једног до другог пиластра, а изнад правоугаоно поље са профилисаном и лучно завршеном архиволтом. У линети архиволте је полурозета.